# Józef Pilarz
Józef Walerian Pilarz (* 10. Juni 1956 in Barlinek; † 22. März 2008) war ein polnischer Politiker (Samoobrona).
Seit dem 25. September 2005 war er Abgeordneter der Samoobrona im Sejm. Er wurde mit 6.083 Stimmen aus dem Wahlkreis 37 Konin gewählt. Er war verheiratet.